# Kikongo
Kikongo (auch: Kongo, auf Kikongo kikóóngó) ist eine im Westen der Demokratischen Republik Kongo, in der Republik Kongo, in Cabinda, in Nordwest-Angola und in Gabun verbreitete Bantusprache mit ca. 3 Mio. Sprechern, mehrheitlich Kongo.

## Kituba und Kikongo ya léta
In der Republik Kongo gilt Munukutuba (oder seit der Verfassungsreform Kituba, auch Munu Kutuba) als Landessprache (langue nationale). Dabei handelt es sich um eine als Handelssprache gebrauchte vereinfachte Form des Kikongo, welche von den verschiedenen Dialektsprechern des Kikongo verstanden und auch über das eigentliche Verbreitungsgebiet des Kikongo hinaus verwendet wird. In der Demokratische Republik Kongo heißt sie Kikongo ya leta (d. h. Kikongo der Staatsverwaltung oder Kikongo des Staates), wird aber auch fälschlicherweise Kikongo genannt, vor allem außerhalb der Provinz Kongo Central. Die Verfassung der Demokratischen Republik Kongo listet Kikongo als eine der Nationalsprachen auf. Tatsächlich bezieht es sich auf Kikongo ya leta (d. h. Kituba), dies kann durch die Tatsache erklärt werden, dass Kikongo ya Leta (d. h. Kituba) oft fälschlicherweise Kikongo genannt wird.

## Geschichte
Eine Verschriftlichung begann für afrikanische Verhältnisse sehr früh. Die ältesten Schriftdenkmäler stammen aus dem 16. Jahrhundert. Der italienische Kapuziner Bruder Bonaventura da Sardegna war der erste Verfasser einer Grammatik für Kikongo während einer Missionsreise ins Königreich Kongo um 1645. Kurz darauf verfasste Hyacinthus Brusciottus eine weitere Grammatik. Unter portugiesischem Einfluss entstanden viele neue Wörter für bisher unbekannte Objekte, z. B. manteka (Butter).

## Klassifikation

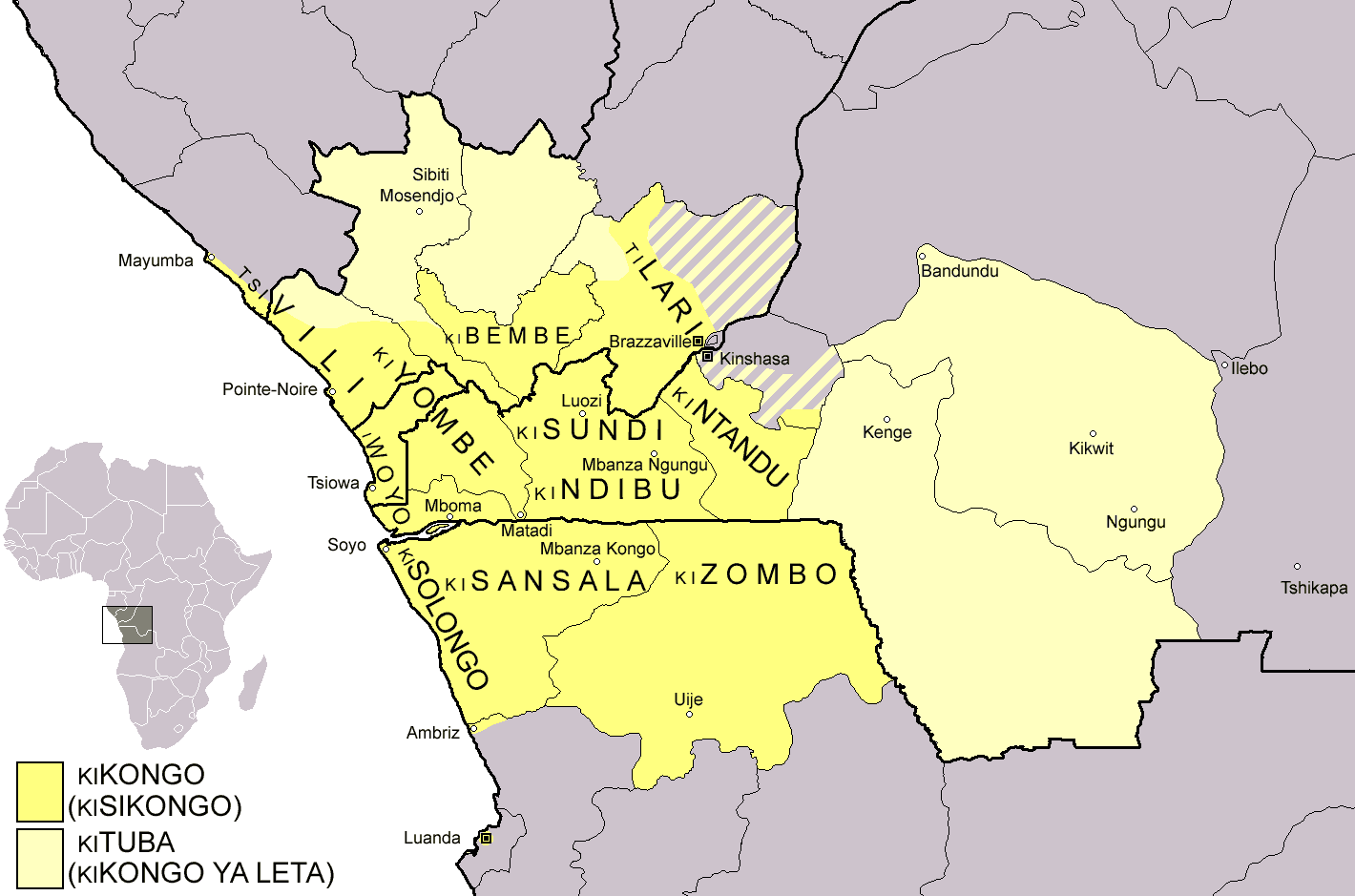
Verbreitung der Kongosprachen Kikongo und Kituba.

Kikongo gehört zu den Bantusprachen. Malcolm Guthrie klassifiziert die Kikongo-Dialekte in der Gruppe H10 wie folgt:
- H16 Kikongo
  - H16a mittleres Kikongo
  - H16b zentrales Kikongo
  - H16c Yombe
  - H16d Fiote
  - H16d westliches Kikongo
  - H16e Bwende
  - H16f Lari
  - H16g östliches Kikongo
  - H16h südöstliches Kikongo

Die weiteren Sprachen der Gruppe H10 sind Bembe (H11), Vili (H12), Kunyi (H13), Ndingi (H14) und Mboka (H15). Die Klassifizierungen von Baston, Coupez und Man, genannt Tervuren'sche Klassifizierung, und diejenige der SIL sind neuer und präziser in der Unterscheidung der Sprachen und Dialekte der Guthrie’schen Gruppe H10.

## Beispielwörter

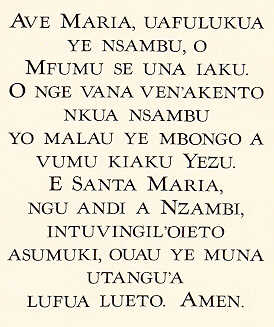
Beispieltext: Ave Maria in Kikongo

| Wort          | Übersetzung    |
| ------------- | -------------- |
| ntoto         | Erde           |
| zulu          | Himmel         |
| maza          | Wasser         |
| tiya          | Feuer          |
| yakala/bakala | Mann – Ehemann |
| nkento        | Frau           |
| ku-dya        | essen          |
| kunwa         | trinken        |
| -nene         | groß           |
| -fioti        | klein          |
| mpimpa        | Nacht          |
| lumbu         | Tag            |

## Rechtschreibung
Die Orthographie der Sprache Kikongo folgt der Standardisation et uniformisation de l’orthographe.